# جان تيرول
جان تيرول (بالفرنسية: Jean Tirole) هو اقتصادي فرنسي خريج كل من المدرسة المتعددة التكنولوجية ومدرسة بون باريس تاك وجامعة باريس دوفين ومعهد ماساتشوستس للتقنية وحاليا يدرس في معهد الاقتصاد الصناعي ومدرسة تولوز للاقتصاد. من أهم إنجازاته حصوله على جائزة نوبل في مجال الاقتصاد لعام 2014  وذلك عن عمله على «ترويض المؤسسات القوية».

## البحث العلمي

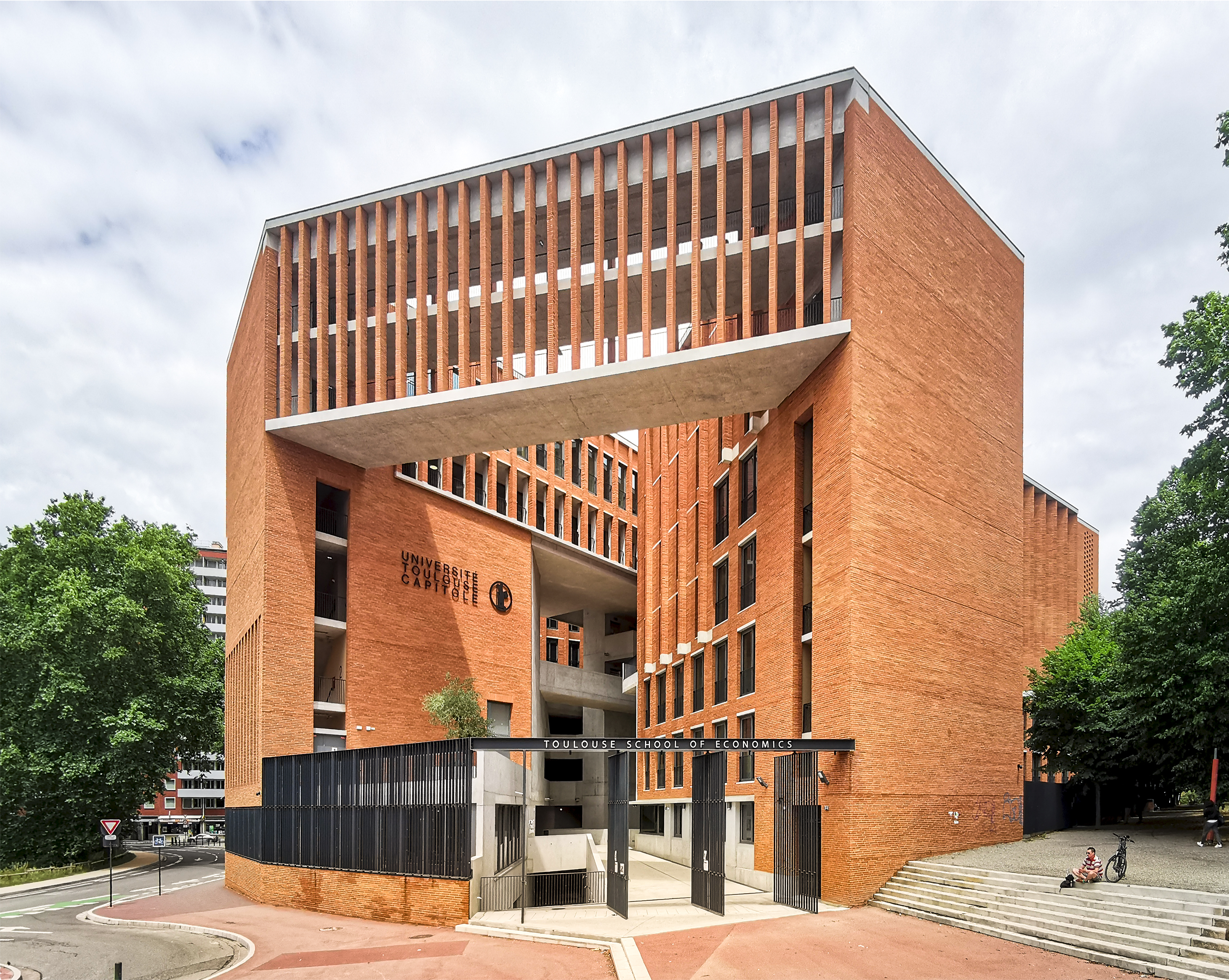
مدرسة تولوز للاقتصاد.

تتمركز أبحاث جان تيرول على دراسة المنظمات الصناعية (أو الاقتصاد الصناعي عند ترجمة المصطلح من الفرنسية)، وتنظيم الشبكات الصناعية والخدمات المصرفية، والاقتصاد الدولي، والعلاقة بين الاقتصاد وعلم النفس.

## الجوائز والأوسمة
- 1989: الدكتوراة الفخرية من جامعة بروكسل الحرة.
- 1993: جائزة جورج جاهنسون.
- 2002: ميدالية المركز الوطني للبحث العلمي الفضية.
- 2007: ميدالية المركز الوطني للبحث العلمي الذهبية.
- 2007: الدكتوراة الفخرية من جامعة مونتريال.
- 2007: الدكتوراة الفخرية من كلية لندن للأعمال.
- 2008: جائزة بانكو بيلباو فيزكايا أرجنتاريا لمؤسسة آفاق المعرفة في الاقتصاد والتمويل والإدارة.
- 2010: جائزة كلود ليفي ستروس.
- 2011: الدكتوراة الفخرية من جامعة مانهايم.
- 2012: الدكتوراة الفخرية من جامعة أثينا للاقتصاد.
- 2012: الدكتوراة الفخرية من جامعة روما تور فيرغاتا.
- 2012: الجائزة الكبرى من الأكاديمية الأوكيتانية.
- 2013: الدكتوراة الفخرية من جامعة هيتوتسوباشي.
- 2013: الدكتوراة الفخرية من جامعة لوزان.
- 2013: جائزة روس.
- 2014: جائزة إروين بلان نامرز في الاقتصاد.
- 2014: جائزة نوبل في العلوم الاقتصادية.

## مقالات ذات صلة
- تنظيم صناعي

## وصلات خارجية
- جان تيرول على موقع IMDb (الإنجليزية)
- جان تيرول على موقع الموسوعة البريطانية (الإنجليزية)
- جان تيرول على موقع مونزينجر (الألمانية)
- الموقع الشخصي